# Federação Russa de Hóquei no Gelo
A Federação Russa de Hóquei no Gelo é o órgão que dirige e controla o hóquei no gelo da Federação da Rússia, comandando as competições nacionais e a seleção nacional.